# Willem van Swanenburg

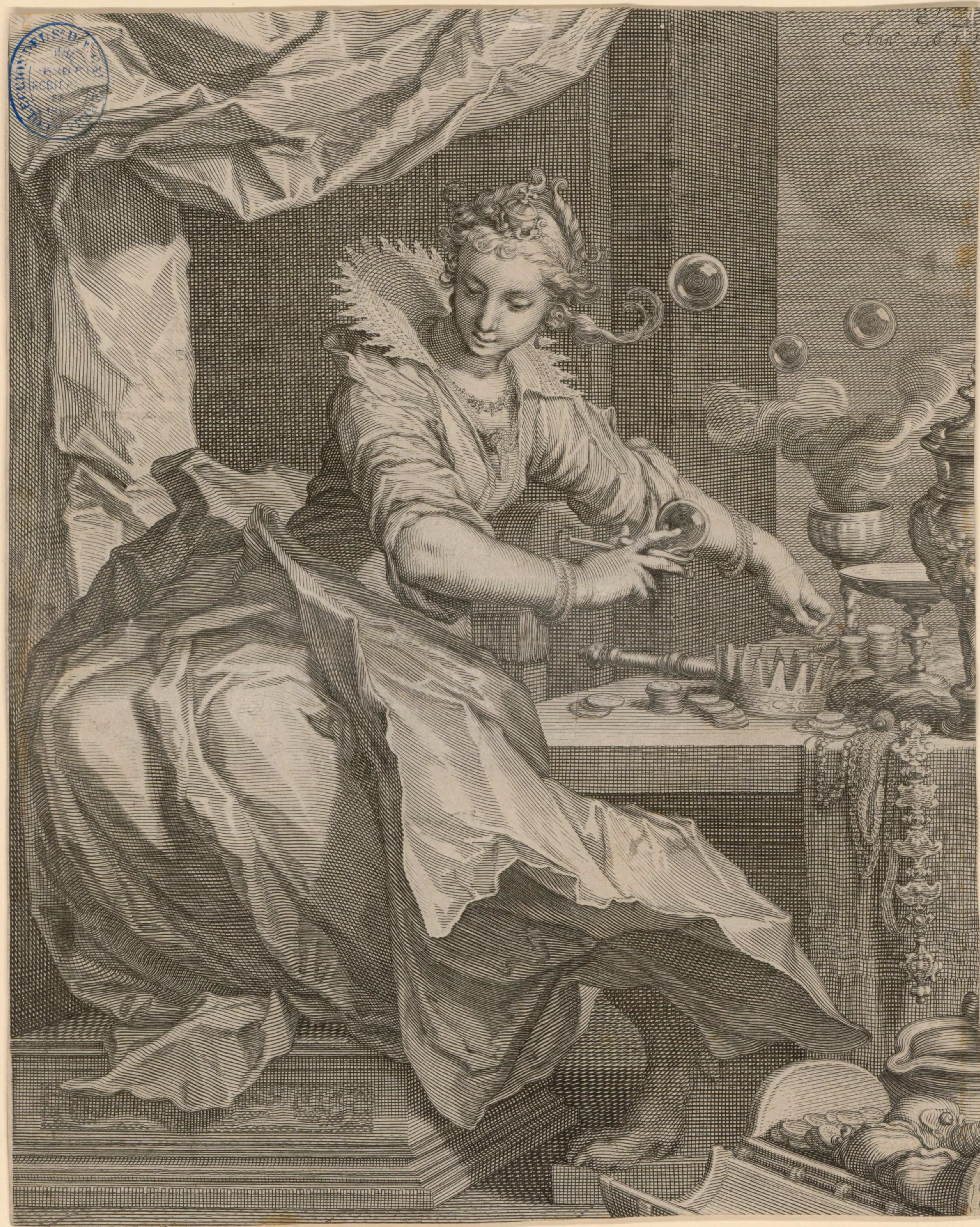
Vanidad, grabado calcográfico de Willem Swanenburg por dibujo de Abraham Bloemaert, 1611. Biblioteca Nacional de España.

Willem [Isaacsz.] van Swanenburg (Leiden, 29 de enero de 1580-31 de mayo de 1612) fue un grabador y editor holandés.
Hijo y discípulo de Isaac Claesz. van Swanenburg, pintor especializado en historias y retratos y alcalde de Leiden de 1596 a 1607, que había tenido como discípulo a Otto van Veen, y hermano de los también pintores Claes y Jacob Isaacsz. van Swanenburg.
A pesar de su temprana muerte dejó un importante número de retratos, entre ellos varios retratos de profesores de la Universidad de Leiden, de la que grabó también una vista de su célebre anfiteatro anatómico, reunidos en la obra colectiva Alma Academia Leidensis (1614), y firmó dos de los primeros grabados de reproducción abiertos por pinturas de Rubens: Lot y sus hijas (1612), a partir de una pintura del maestro de Amberes conservada en el Staatliches Museum Schwerin, y la Cena de Emaús (Cristo es reconocido por sus discípulos al partir el pan) (1611), de cuyo original, posiblemente perdido, se conoce una réplica del taller en la iglesia de San Eustaquio de París.
A Swanenburg se deben los grabados del álbum Thronus Iustitae duodecim pulcherrimis tabulis artificiosissime aeri incisis illustratus, colección de estampas dedicada a la impartición de la justicia con ejemplos tomados de la Biblia, la antigüedad greco-romana y la historia nacional, por dibujos de Joachim Wtewael, editada en Ámsterdam en 1606 por Christoffel van Sichem. Grabó además asuntos bíblicos, mitológicos o alegóricos por dibujos de Michiel Jansz. van Mierevelt, Paulus Moreelse, Maarten van Heemskerck (serie de alegorías del mal uso de los bienes terrenales, 1609) y Abraham Bloemaert y colaboró con dos grabados en la serie de estampas dedicada a la vida de Tomás de Aquino por invención de Otto van Veen (Vita D.Thomae Aquinatis / Othonis Vaeni ingenio et manu delineata, Amberes, 1610)